# Praeschausia
Praeschausia là một chi bướm đêm thuộc họ Notodontidae.

## Các loài
- Praeschausia zapata  (Schaus, 1920)